# All-American Football Conference
All-American Football Conference (AAFC) var en amerikansk liga för amerikansk fotboll på 1940-talet. Ligan grundades redan 1944 men på grund av andra världskriget spelades första säsongen 1946. Ligan bestod bland annat av lagägare som nekats inträde i National Football League och blev en direkt konkurrent. Ligan varade i fyra säsonger där samtliga vanns av Cleveland Browns. Efter 1949 gick tre lag (Cleveland Browns, San Francisco 49ers samt Baltimore Colts) med i NFL och AAFC lades ned.

## Mästerskapsmatcher
| År   | Datum       | Vinnande lag     | Poäng | Förlorande lag      | Arena                       | Åskådare |
| 1946 | 22 december | Cleveland Browns | 14-9  | New York Yankees    | Cleveland Municipal Stadium | 41 181   |
| 1947 | 14 december | Cleveland Browns | 14-3  | New York Yankees    | Yankee Stadium              | 60 103   |
| 1948 | 19 december | Cleveland Browns | 49-7  | Buffalo Bills       | Cleveland Municipal Stadium | 22 981   |
| 1949 | 11 december | Cleveland Browns | 21-7  | San Francisco 49ers | Cleveland Municipal Stadium | 22 550   |